# Kenny Barker
Kenneth C. Barker, detto Kenny (San Diego, 11 giugno 1986), è un ex cestista statunitense.

## Palmarès
- Campionato danese: 1

Bakken Bears: 2013-14
- Coppa di Lega Svizzera: 1

Lions de Geneve: 2015
- Campionato cipriota: 1

Keravnos: 2017